# 天国を学んだ律法学者のたとえ
天国を学んだ律法学者のたとえ（てんごくをまなんだりっぽうがくしゃのたとえ）、または、一家の主人のたとえ（いっかのしゅじんのたとえ）は、マタイの福音書13章51-52にのみ記載されているイエス・キリストのたとえ話の一つである 。
畑に隠された宝、真珠商人、ひき網のたとえ話を弟子たちに語った後、イエスは次のことばを語った：

## 意味
このたとえ話では、キリスト教に改宗したユダヤ人の律法学者が、家族の所有物から古いものと新しいものを取り出す家主に例えられている。イエスの時代、家の主人は家族の必要を満たさなければならなかったので、何も無駄にしないように注意していた。まだ使えるものは適切なタイミングで再利用できるように保管された。一方、律法学者は旧約聖書の専門家であり、モーセの律法の公式な解釈者でもあつた。この言及は二重の解釈が可能である。キリスト教に改宗したユダヤ人の律法学者を指している可能性もあれば、イエスに教えを受けた弟子を指している可能性もある。いずれにせよ、イエスの弟子は旧約聖書とイエスの教えの両方を知っていなければならない。なぜなら、どちらも神の計画の実現に不可欠だからである。さらに、弟子は伝統を伝えるだけにとどまらず、現代と未来を理解するよう努めなければならない。未来に対して開かれていなければいけないのである。そうでなければ、宗教が過去に関係するものだけになってしまうからである。

## 教父の解説
旧約聖書と新約聖書は同じ神によって書かれていることを指摘し、エイレナイオスは次のように解説している。
両方の契約の著者は 1 人だけであり、両方の契約の目的は一つだけです。1. それゆえ、すべてのものは一つの同じ本質から成り、すなわち、一つの同じ神から出ているのです。主も弟子たちにこう言われています。「それゆえ、天の王国について教えられている書記官はみな、自分の倉から新しいものと古いものとを取り出す一家の主人に似ている。」主は、古いものを取り出す者と新しいものを取り出す者は別人であるとは教えられず、両者は同一であると教えられました。主は家の善良な人であり、父の家全体を治め、奴隷にもまだ訓練されていない者にもふさわしい律法を与え、自由人で信仰によって義とされた者にふさわしい戒めを与え、また、息子たちにはご自身の相続財産を開かれるのです。そして主は弟子たちを「書記官」また「天の王国の教師」と呼びました。—『異端反駁』第4巻第9章1節